# Seznam evroposlancev iz Latvije
Seznam evroposlancev iz Latvije je krovni seznam.

## Seznami
- seznam evroposlancev iz Latvije (2004-2009)
- seznam evroposlancev iz Latvije (2009-2014)
- poimenski seznam evroposlancev iz Latvije